# 永田隆久
永田 隆久（ながた たかひさ、1962年1月10日 - ）は社団法人日本プロゴルフ協会（PGA）のティーチングライセンスを持ち、愛知県を拠点に岐阜県、三重県のゴルフ練習場を中心に活動するプロゴルファーである。

## 来歴・人物
愛知県一宮市出身。
愛知県立丹羽高校在学時は野球部に所属し、卒業後ゴルフに転向。
プロゴルファーの松田司郎に師事し、兵庫県の川辺カントリークラブで研修生生活を送る。
1991年ティーチングライセンスを取得。
1992年に地元である愛知県に戻り、岐阜県のゴルフ場に所属しながらティーチング活動を開始。
2007年に東海ラジオ放送アナウンサー森貴俊とのコンビで始まったSports Dial （スポーツダイヤル）は、制作担当者がラジオ番組でゴルフのレッスンが出来るプロゴルファーを探していたところ、永田にティーチングを受けていたアマチュアゴルファーからの情報で、永田に白羽の矢が立ったという経緯。
テレビと違い、身振り手振りが使えないことから、表現が難しいラジオ番組でのゴルフレッスンが
持ち前のシンプルな理論、気さくな語り口が逆に生きる形となり、
リスナーからの要望で当初予定された放送期間から延長となったというエピソードを持つ。
尚、同局では同じプロゴルファーの昼川三津男以来となる、ラジオでのゴルフ番組となった。

## 出演

### ラジオ番組
- Sports Dial 『お父さんのためのゴルフ講座』 パーソナリティ（2007年 東海ラジオ）